# Mac Lupén
Mac Lupén es un ilusionista y escritor nacido en Cuenca (España) Afincado finalmente en Madrid tras haber pasado parte de su juventud en Gran Bretaña. Miembro de la Sociedad Española de Ilusionismo y del Club de Ilusionistas Profesionales de España.  

## Biografía
Nacido en Cuenca, en el seno de una familia de artistas, desarrolla desde niño su afición a la Magia debido principalmente a la influencia de su padre, el Conde Ropherman, campeón de España de Magia Cómica,  de quien hereda el amor por el arte de la prestidigitación. Fuera de Cuenca, su ciudad natal, continúa formándose como artista mientras cursa estudios universitarios. Desde entonces a pesar de sus continuos viajes a Gran Bretaña, hace de la capital española su ciudad de residencia. 

## Espectáculo de magia
Mac Lupén combina la música, el humor y las imitaciones en un espectáculo en el que la Magia juega el papel protagonista. Ha destacado en close-up ( magia de cerca)pero su verdadera pasión es la Magia Cómica. Alterna sus espectáculos nocturnos y presentaciones de eventos con fiestas de empresa además de los actos literarios en los que su presencia comienza a ser habitual.

## Obra literaria
Tras una trayectoria vocacional como columnista y escritor de artículos de opinión y entrevistas, Mac Lupén debuta como novelista con la primera de sus obras "13 citas por internet". La primera edición de la obra es en el año 2012. En 2014 aparece su segunda obra, " Un iPad en los ochenta". Iniciando 2016 publica la novela "Sherlock Holmes en La Habana". En enero de 2017 lanza su novela  "50 Dias". Iniciando 2020 publica la novela "Que viene el lobo".